# John Hancock
John Hancock (Braintree, 23 gennaio 1737 – Boston, 8 ottobre 1793) è stato un politico statunitense.
Hancock fu un uomo d'affari, uno statista e un eminente patriota al tempo dell'indipendenza delle tredici colonie dall'Impero britannico. Egli fu presidente del Congresso e primo governatore dello stato del Massachusetts. È ricordato tra l'altro per la sua ampia ed elegante firma in calce alla Dichiarazione d'indipendenza degli Stati Uniti, tanto che nell'uso comune gli statunitensi spesso utilizzano l'espressione "John Hancock" come sinonimo di firma.

## Biografia
Prima della Rivoluzione americana, John Hancock era uno degli uomini più ricchi delle tredici colonie, grazie all'avviata attività commerciale - nel campo del commercio e delle spedizioni navali - ereditata dallo zio. Hancock diede inizio alla sua carriera politica a Boston a fianco di Samuel Adams, un influente politico locale (in seguito i due divisero le loro strade). Quando, nel 1760, si accrebbero le tensioni tra gli abitanti delle tredici colonie e il governo inglese, John Hancock cominciò a usare le sue ricchezze per appoggiare la causa coloniale. Egli divenne molto popolare in Massachusetts, soprattutto dopo che le autorità coloniali gli sequestrarono la corvetta "Liberty" nel 1768 e fu accusato di contrabbando. Le accuse non ebbero seguito per mancanza di prove e Hancock fu libero di continuare la lotta politica. John Hancock è spesso descritto in diversi resoconti storici come un contrabbandiere, ma tra gli storici il dibattito è ancora aperto.

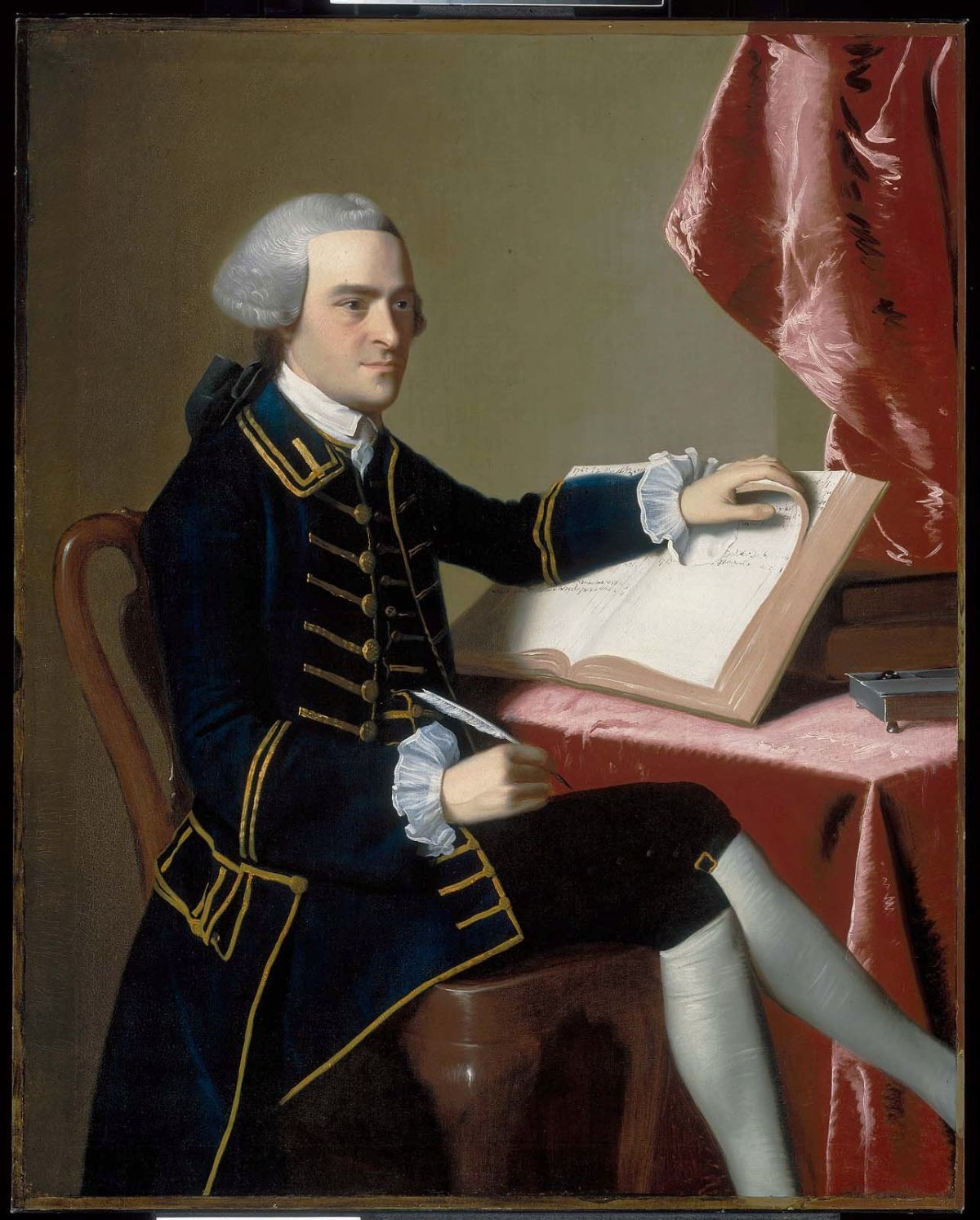
Ritratto di Hancock realizzato da John Singleton Copley, c. 1765

John Hancock fu un personaggio di primo piano a Boston durante la crisi che portò allo scoppio della guerra d'indipendenza americana nel 1775. Prestò servizio per più di due anni nel Congresso a Filadelfia, e come presidente del Congresso fu il primo a firmare la Dichiarazione d'indipendenza. Hancock ritornò poi in Massachusetts, fu eletto governatore dello Stato per diversi anni a venire e usò la sua influenza per garantire che il Massachusetts ratificasse la Costituzione degli Stati Uniti d'America nel 1788.

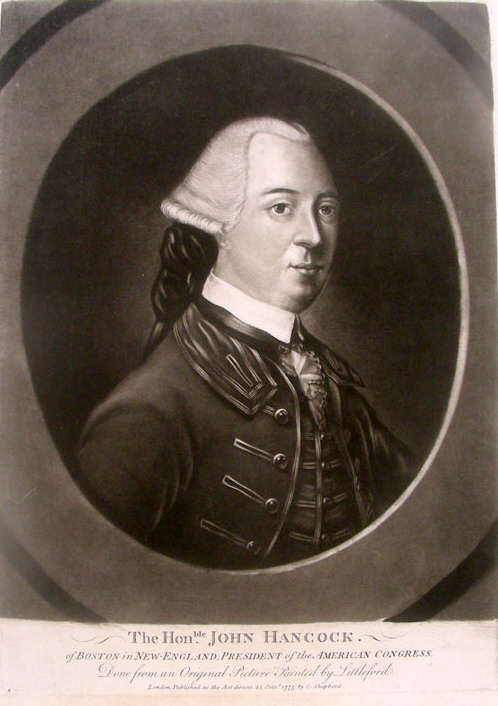
Ritratto di Hancock del 1775

Hancock è stato spesso considerato un enigma: era un ricco aristocratico che divenne popolare tra la gente comune ma era detestato da molti dei suoi pari. Mentre l'elettorato del Massachusetts considerava Hancock come un generoso e fedele patriota, e di conseguenza lo eleggeva con uno straordinario numero di consensi, qualche suo avversario politico lo considerava un vanitoso e inutile mediocre. Egli era uno dei padri fondatori degli Stati Uniti d'America ma non fu né un importante scrittore, né un teorico di politica, né un capo militare. La considerazione di Hancock presso gli storici è stata alle volte piuttosto scarsa, ma egli è stato spesso considerato un abile politico che ha saputo usare abilmente la propria ricchezza e il proprio prestigio per promuovere la Rivoluzione americana.